# لودفيغ فون برينر
لودفيغ فون برينر (بالألمانية: Ludwig von Brenner)‏ هو موزع وملحن ألماني، ولد في 19 سبتمبر 1833 في لايبزيغ في ألمانيا، وتوفي في 9 فبراير 1902 في برلين في ألمانيا.

## وصلات خارجية
- لودفيغ فون برينر على موقع ميوزك برينز (الإنجليزية)